# 蕭中正
蕭中正（1938年3月13日—），中華民國台灣醫界人物，蕭中正醫院院長（原蕭婦產科醫院）創辦人及院長，屏東縣潮州鎮出身，現為新北市板橋區執業醫師。

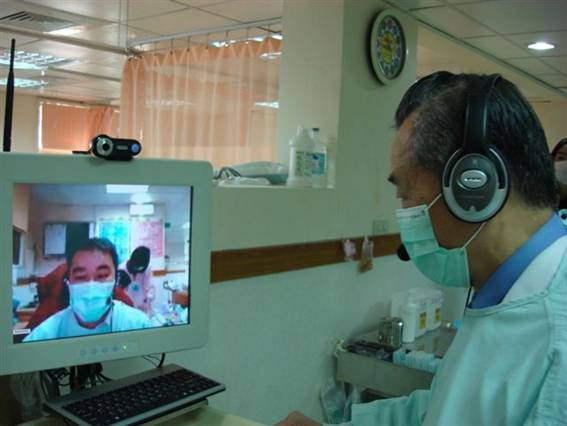
蕭中正院長進行行政院衛生署機構式遠距照護Telecare conference and consultation

## 經歷
- 高中畢業於國立潮州高級中學
- 大學畢業於台中中國醫藥學院（現為中國醫藥大學），為該校醫學系第一屆畢業生
- 曾任台北市立聯合醫院中興院區（前台北市立中興醫院）婦產科總醫師及主治醫師
- 台北醫學大學婦產科臨床講師
- 徐千田婦產科專科醫師

- 現任蕭中正醫院院長（1976創辦蕭婦產科醫院，為蕭中正醫院前身）
- 現任新北市立聯合醫院板橋院區婦產科醫師[2]。
- 參與国立清華大學開辦之2013「清華學堂n」[3][4][5][6]

## 醫療發展
- 2005年起，跨出臺北縣進行外縣市的學童及成人健檢工作，執行縣市包括台北市萬華區社區健檢，嘉義縣學童健檢，南投縣縣民健檢，及宜蘭縣學童健檢等。[7]
- 2005年及2006年起，分別引進並成立骨科體外震波治療（ESWT，Extracorporeal Shock Wave Therapy）與 TPST（Trigger Point Shockwave Therapy）治療。
- 2006年起，配合台北縣衛生局成立設置子宮頸抹片快速通關服務，以提昇社區內婦女的子宮頸抹片篩撿率, 早期發現子宮頸癌並進行治療計畫。
- 2007年起帶領蕭中正醫院參與行政院衛生署工研院（工業技術研究院，Industrial Technology Research Institute of Taiwan）Telecare 遠距照護試辦計畫(http:doh.telecare.com.tw)[8]。以及台灣HL7（Health Leval Seven）與LOINC®（Logical Observation Identifiers Names and Codes）試辦計畫[9] 。
- 2008年 成立醫院附設居家護理所，推動區域間護理之家及安養中心的院際支援，並擴大協助板橋市老人與學童流感疫苗的注射工作[10] 。

## 學會及社團

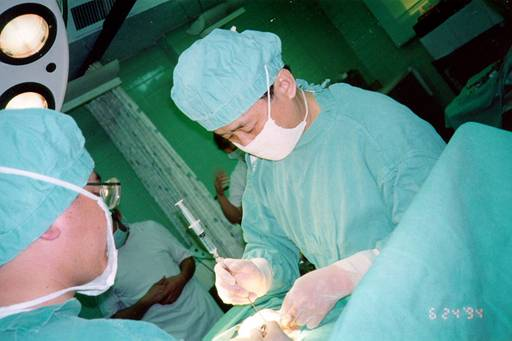
Dr. Chung-Cheng Hsiao performing operation in '94

- 中華民國婦產科醫學會
- 中華民國肥胖醫學會
- 中華民國更年期治療學會
- 中華民國不孕症學會Dr. Chung-Cheng Hsiao performing operation in '94
- 中華民國放射醫學會
- 中華民國家庭醫學科學會
- 台北縣醫師公會
- 屏東縣同鄉會

## 榮譽與得獎
- 膺選中華國第一屆十大傑出醫師金龍獎（1987）
- 獲台北縣衛生局頒發病人安全業務「績效卓著表揚獎」（2005）
- 榮獲新北市政府衛生局第一屆「醫療公益獎」(2012) [11]

## 參看
- 臺灣醫院列表
- 蕭中正醫院
- 中國醫藥大學
- 國立潮州高級中學
- 屏東縣 潮州鎮